# 拉希馬·巴努
拉希馬·巴努·貝古姆（1972年10月16日—）是已知最後一名自然感染主天花病毒（學名：Variola major）的病人。該類型天花最常見且較致命。

## 感染疾病的過程
1975年10月16日，巴努在三歲生日時於孟加拉国巴里薩爾縣波拉島內的村落庫拉里亞（Kuralia）被確診罹患主天花病毒。當時一位八歲女童比爾基蘇內莎將巴努送往診所，其後她獲得了250塔卡作為送往診所的酬勞。在確診患有天花病毒後，她的病例經由電報轉發予當時負責帶領世界卫生组织撲滅此一疾病的醫生——唐納德·亨德森。世界衛生組織派遣部份人員到當地診斷巴努的病情並且作出治療，最後她於1975年11月24日被宣佈完全康復。從她身上採集的天花皮痂被運送到美国疾病控制与预防中心的總部亚特兰大，而她的皮痂目前與數百個病毒樣本共同儲存於總部內。島上的所有可能和她有親密接觸的居民均被安排接種疫苗，而整個島內均被當局搜查，以找出其他和巴努有親密接觸的人。樣本內的毒株的正式名称为「孟加拉1975」，俗称「拉希馬毒株」。

## 現況
巴努讓人拍攝她的照片為家裡掙錢。根據她在2009年接受的訪問，巴努表示她在18歲時與一位農夫結婚，兩人育有四名孩子。她在訪問中表示，由於村民皆知她曾罹患天花，她因此受到村民和姻親不公平的對待。

## 另見
- 阿里·馬奧·馬阿林（英语：Ali Maow Maalin），已知最後一名自然感染次天花病毒（學名：Variola minor）的病人。[17]
- 珍妮特·帕克（英语：Janet Parker），已知最後一名因感染天花而逝世的病人。[18]

## 外部鏈結
- 關於庫拉利亞村落的介紹 （页面存档备份，存于）